# Daryan
Dāryān (farsi داریان) è una città dello shahrestān di Shiraz, circoscrizione Centrale, nella provincia di Fars. Aveva, nel 2006, una popolazione di 9.926 abitanti. 